# Vicia sinaica
Vicia sinaica är en ärtväxtart som beskrevs av Loutfy Boulos. Vicia sinaica ingår i släktet vickrar, och familjen ärtväxter. Inga underarter finns listade i Catalogue of Life.